# Борово
Бо́рово (болг. Борово) — місто в Русенській області Болгарії. Адміністративний центр общини Борово.

## Населення
За даними перепису населення 2011 року у місті проживали 2045 осіб.
Національний склад населення міста:
| Національність   | Кількість осіб | Відсоток |
| ---------------- | -------------- | -------- |
| болгари          | 1653           | 91,1%    |
| турки            | 115            | 6,3%     |
| цигани           | 19             | 1,0%     |
| інша             | 15             | 0,8%     |
| не визначились   | 13             | 0,7%     |
| Всього відповіли | 1815           |          |

Розподіл населення за віком у 2011 році:
Динаміка населення: